# Nepogomphoides
Nepogomphoides is een geslacht van libellen (Odonata) uit de familie van de rombouten (Gomphidae).

## Soorten
Nepogomphoides omvat 1 soort:
- Nepogomphoides stuhlmanni (Karsch, 1899)